# L’uomo in grigio
L’uomo in grigio (deutsch Der Mann in Grau) ist ein italienischer kurzer Dokumentarfilm von Benedetto Benedetti aus dem Jahr 1961, der bei der Oscarverleihung 1962 für und mit seinem Film für einen Oscar in der Kategorie „Bester Dokumentar-Kurzfilm“ nominiert war, sich jedoch Frank P. Bibas und dessen Dokumentar-Kurzfilm Project Hope geschlagen geben musste.

## Inhalt
Der Film handelt von einer grauen Eminenz, daher auch der Titel Der Mann in Grau, von der/dem nichts Gutes zu erwarten ist – oder vielleicht gerade im Gegenteil!?

## Produktion
Der Schwarzweißfilm wurde von Benedetto Benedetti Productions erstellt.